# Vodojem a čerpací stanice Václavka
Vodojem a čerpací stanice Václavka v Praze na Smíchově je bývalý vodojem, který stojí v ulici Na Václavce.

## Historie
Vodojem s čerpací stanicí byl postaven v letech 1903–1904 stavitelem Jindřichem Gablerem jako součást smíchovské vodárny. Technologii včetně střešní ocelové konstrukce dodala firma Ringhoffer. Přístavba trafostanice pochází z roku 1926.
Po napojení Prahy na vodu ze Želivky byl odstaven a sloužil jako sklad.